# Chrobotek strojny

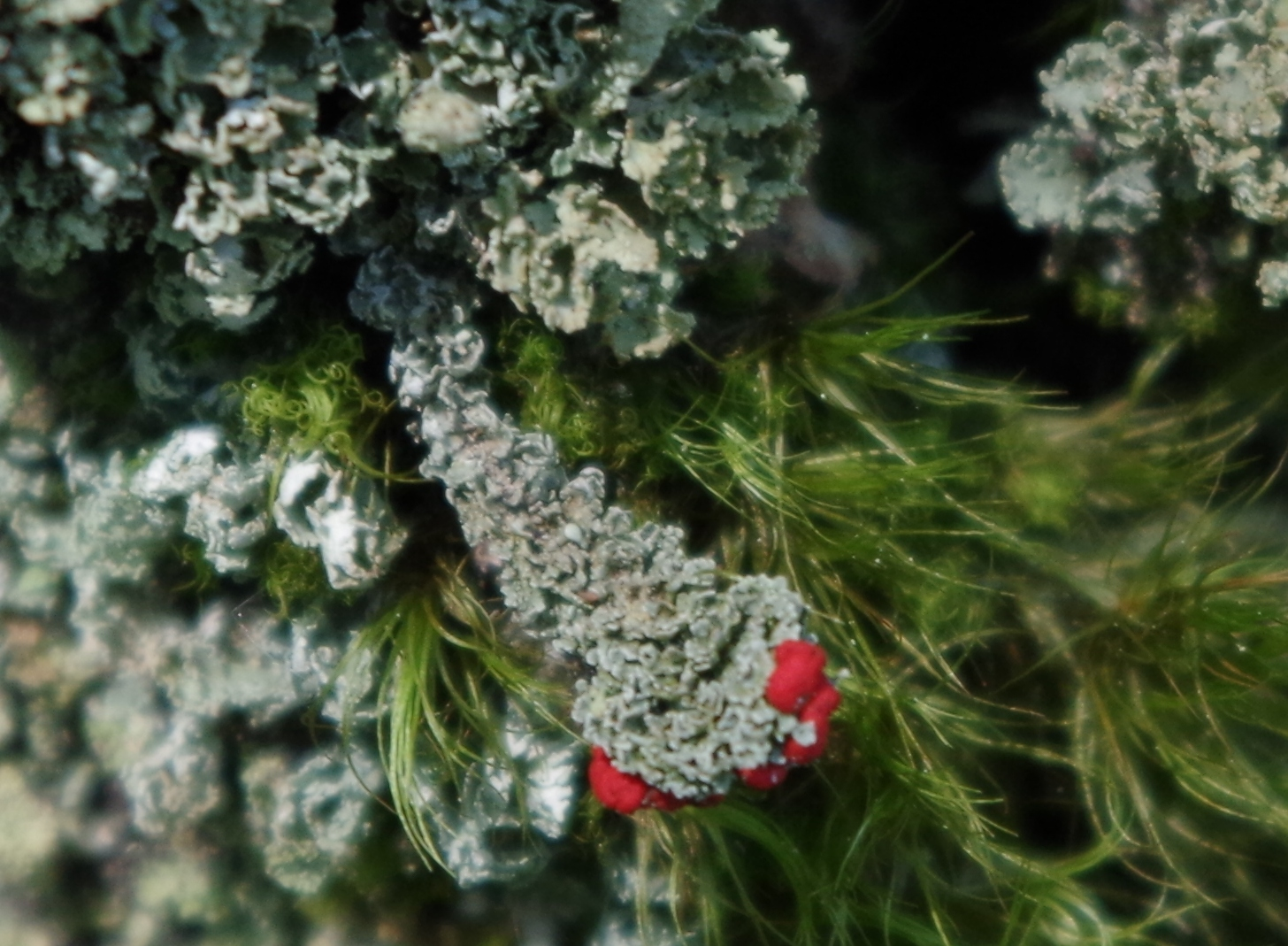

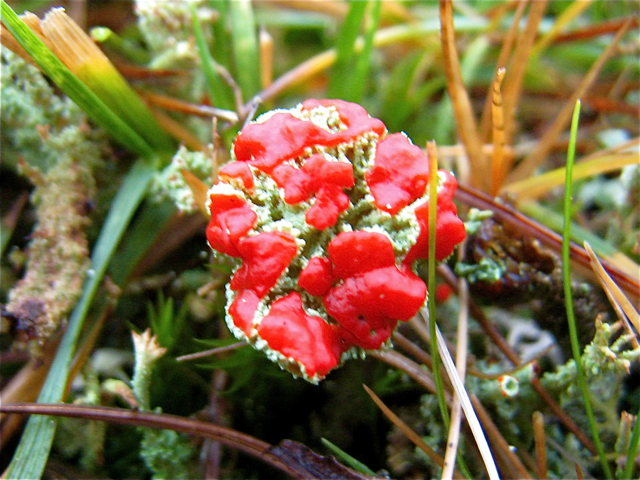
Apotecja

Chrobotek strojny (Cladonia bellidiflora (Ach.) Schaer.) – gatunek grzybów należący do rodziny chrobotkowatych (Cladoniaceae). Ze względu na współżycie z glonami zaliczany jest do porostów. 

## Systematyka i nazewnictwo
Pozycja w klasyfikacji według Index Fungorum: Cladonia, Cladoniaceae, Lecanorales, Lecanoromycetidae, Lecanoromycetes, Pezizomycotina, Ascomycota, Fungi
Po raz pierwszy takson ten zdiagnozował w roku 1798 Erik Acharius jako Lichen bellidiflorus (w tłumaczeniu na język polski: porost strojny). Obecną, uznaną przez Index Fungorum nazwę nadał mu w roku 1823 Ludwig Emanuel Schaerer, przenosząc go do rodzaju Cladonia. 
Nazwa polska według Krytycznej listy porostów i grzybów naporostowych Polski. 

## Charakterystyka
Plecha pierwotna w postaci drobnych, karbowanych lub wcinanych łusek, które mogą być trwałe lub zanikające. Mają długość 2–10 mm. Wzniesione lub pokładające się podecja mają wysokość 2–5 (8) cm i grubość 0,7–3(6) mm. Na przekroju poprzecznym są nieregularnie wałeczkowate lub trąbkowate. Mają dość zróżnicowane kształty: mogą być proste lub słabo rozgałęzione, zakończone tępo, ostro lub niewielkimi kieliszkami. Czasami tworzą 2–3 piętrowe pięterka. Kora podecjów jest ciągła lub areolkowana i ma barwę słomkowożółtą, żółtozieloną, zieloną lub szarozieloną. Jest w całości lub przynajmniej w dolnej części pokryta licznymi łuskami. Brak urwistków.
Na szczytach podecjów zazwyczaj dość licznie występują owocniki w postaci lecideowych apotecjów. Mają czerwoną barwę i średnicę 0,5–4 mm. Na jednym podecjum występuje jedno lub kilka apotecjów. Powstają w nich zarodniki. W jednym worku powstaje po 8 bezbarwnych, jednokomórkowych zarodników o rozmiarach 9–12 × 2,5–3,5 μm. Występują także czerwone pyknidy.  
Reakcje barwne: górna powierzchnia: K + intensywnie żółty, PD + pomarańczowy. Kwasy porostowe: kwas tamnoliowy i kwas usninowy.

## Występowanie i siedlisko
Występuje na wszystkich kontynentach świata z wyjątkiem Antarktydy, ale jest na należących do Antarktyki wyspach: Szetlandy Południowe, Orkady Południowe i innych. Występuje także na wielu wyspach na całym świecie. Na półkuli północnej północna granica zasięgu sięga po Grenlandię i archipelag Svalbard. W Polsce występuje tylko w górach, głównie w ich wyższych partiach. W Polsce gatunek rzadki. Znajduje się na Czerwonej liście roślin i grzybów Polski. Ma status EN – gatunek wymierający. 
Rośnie na glebie i na próchnicy, na obumierającym drewnie i obumierających mchach. Często spotykany jest na leżących na ziemi martwych kłodach drzew, w miejscach dobrze oświetlonych lub w półcieniu.

## Gatunki podobne
Nieco podobny jest chrobotek łuskowaty (Cladonia squamosa), ale ma brązowe apotecja i pyknidy, apotecja wytwarza rzadko. W grupie coccifera jest też kilka rzadkich i podobnych gatunków chrobotków o czerwonych apotecjach.